# 13A busz (Bécs)
A bécsi 13A jelzésű autóbusz (Linie 13A) a Skodagasse és Hauptbahnhof (főpályaudvar) között közlekedik.
Ez Bécs legproblémásabb viszonylata. Régen villamosok közlekedtek helyette 13-as jelzéssel, de az utca túl szűk volt, így megszüntették. Azóta mindig keresik a lehető legjobb megoldást.

## Állomáslista és átszállási kapcsolatok
A menetidő  percben van feltüntetve. Amennyiben egy járat több megállón keresztül együtt halad a 13A viszonylattal csak az első és utolsó közös megállójuknál van feltüntetve az átszállási lehetőség.

A menetidő percben van megadva.
| 13A → Alser Straße, Skodagasse |                                     |                                          |                                |
| menetidő                       | megállóhely                         | Átszállási lehetőségek                   | Fontosabb létesítmények        |
| 0                              | Hauptbahnhof (főpályaudvar)         | S1 , S2 , S3 , S60 , S80 U1 D, O, 18 69A | Wien Hauptbahnhof vasútállomás |
| 1                              | Karl-Popper-Straße                  |                                          |                                |
| 1                              | Mommsengasse                        |                                          |                                |
| 2                              | Argentinierstraße                   |                                          |                                |
| 3                              | Kolschitzkygasse                    |                                          |                                |
| 4                              | Rainergasse                         |                                          |                                |
| 6                              | Johann-Strauß-Gasse                 | Wiener Lokalbahn 1, 62                   |                                |
| 7                              | Leibenfrostgasse                    |                                          |                                |
| 8                              | Ziegelofengasse                     | 59A                                      |                                |
| 10                             | Margaretenplatz Schönbrunner Straße | 12A, 59A                                 |                                |
| 11                             | Pilgramgasse                        | U4 12A                                   |                                |
| 13                             | Esterházygasse (Eszterházi köz)     | 57A                                      |                                |
| 15                             | Barnabitengasse                     |                                          |                                |
| 18                             | Mariahilfer Straße/Stiftgasse       | U3                                       |                                |
| 19                             | Kirchengasse                        | U3                                       |                                |
| 20                             | Siebensterngasse                    | 49                                       |                                |
| 22                             | Kellermanngasse                     | 48A                                      |                                |
| 23                             | Piaristengasse                      | 46                                       |                                |
| 24                             | Theater in der Josefstadt           | 2                                        |                                |
| 26                             | Laudongasse                         | 5, 33                                    |                                |
| 27                             | Alser Str., Skodagasse              | 43, 44                                   |                                |
| 13A → Hauptbahnhof             |                                     |                                          |                                |
| menetidő                       | megállóhely                         | átszállási lehetőség                     | fontosabb létesítmény          |
| 0                              | Alser Straße, Skodagasse            | 43, 44                                   |                                |
| 1                              | Laudongasse                         | 5, 33                                    |                                |
| 2                              | Ledererg./Josefstädter Str.         | 2                                        |                                |
| 4                              | Strozzigasse                        | 46                                       |                                |
| 5                              | Neubaugasse/Burggasse               | 48A                                      |                                |
| 6                              | Neubaugasse/Westbahnstr             | 49                                       |                                |
| 8                              | Neubaugasse                         | U3                                       |                                |
| 10                             | Haus des Meeres                     | 57A                                      |                                |
| 11                             | Magdalenenstraße                    | 14A                                      |                                |
| 13                             | Pilgramgasse                        | U4 12A                                   |                                |
| 14                             | Margaretenpl./Schönbr. Str          | 59A                                      |                                |
| 15                             | Ziegelofengasse                     | 59A                                      |                                |
| 16                             | Leibenfrostgasse                    |                                          |                                |
| 18                             | Johann-Strauß-Gasse                 | Wiener Lokalbahn 1, 62                   |                                |
| 19                             | Rainergasse                         |                                          |                                |
| 20                             | Belvederegasse                      |                                          |                                |
| 21                             | Kolschitzkygasse                    | 48A                                      |                                |
| 22                             | Hauptbahnhof (főpályaudvar)         | S1 , S2 , S3 , S60 , S80 U1 D, O, 18 69A | Wien Hauptbahnhof vasútállomás |

## Problémák a viszonylattal
A járaton eredetileg 13-as jelzéssel villamos közlekedett. A villamos megszüntetése után a kapacitáshiány lett a legnagyobb probléma. Ezt eleinte emeletes busszal próbálták megoldani, de mivel a rövid utazási idő miatt a legtöbben nem mentek fel az emeletre és az utasok elosztása egyenetlen lett nem alkalmazták őket sokáig. Azóta mindig keresik a legjobb megoldást. Rövid távon elkezdenek csuklós buszokat alkalmazni, hogy csökkentség a zsúfoltságot. Ez a szűk utcák miatt még eddig nem alkalmazták.  Hosszú távon pedig már tervezik a villamos visszaépítését. Ez azért is lenne előnyösebb, mert a buszok kevésbé tudják tartani a követési távolságot. Ha egy busz zöldhullámot kap és a sofőr is kihasználja a busz megengedett legnagyobb  megengedett sebességét, akkor valószínű utoléri az előtte haladó buszt. Ilyenkor az utasok többsége az első járműre száll fel, mert a mögötte haladót még nem látni a kanyargós utcákban. Mivel a második busz kevésbé kihasznált, és egyre közelebb kerül az előtte lévőhöz, így nem megy el a végállomásig, egy rövidítőkörrel visszaállítja a normál követési időt (az utasok legnagyobb örömére).